# MC Basstard/Diskografie
Diese Diskografie ist eine Übersicht über die musikalischen Werke des deutschen Rappers MC Basstard und seiner Pseudonyme wie Basstard. Sie umfasst acht Soloalben, sechs Kollaborationsprojekte mit befreundeten Interpreten, zwei Kompilationen, einen Sampler und drei Singles. Zudem war Basstard mit Gastbeiträgen auf über 140 Hip-Hop-Alben vertreten. Als erste Veröffentlichungsplattform diente das unabhängige Label Bassboxxx. Seit 2004 erscheinen Basstards Alben über seine eigene Plattenfirma Horrorkore Entertainment. 2015 gelang ihm erstmals eine Chartplatzierung. Sein siebtes Soloalbum Meister der Zeremonie erreichte Platz 24 der deutschen Albumcharts.

## Alben

### Studioalben
| Jahr | Titel Musiklabel Katalog-Nr.                              | Höchstplatzierung, Gesamtwochen, AuszeichnungChartplatzierungen (Jahr, Titel, Musiklabel Katalog-Nr., Platzierungen, Wochen, Auszeichnungen, Anmerkungen, Cover) | Höchstplatzierung, Gesamtwochen, AuszeichnungChartplatzierungen (Jahr, Titel, Musiklabel Katalog-Nr., Platzierungen, Wochen, Auszeichnungen, Anmerkungen, Cover) | Höchstplatzierung, Gesamtwochen, AuszeichnungChartplatzierungen (Jahr, Titel, Musiklabel Katalog-Nr., Platzierungen, Wochen, Auszeichnungen, Anmerkungen, Cover) | Anmerkungen                                                                                         | Cover |
| Jahr | Titel Musiklabel Katalog-Nr.                              | DE | AT | CH | Anmerkungen                                                                                         | Cover |
| ---- | --------------------------------------------------------- | --- | --- | --- | --------------------------------------------------------------------------------------------------- | ----- |
| 2000 | Rap Dämon Bassboxxx BBX006                                | — | — | — | Erstveröffentlichung: 2000 Tape                                                                     |       |
| 2002 | Obscuritas Eterna Bassboxxx BBX011                        | — | — | — | Erstveröffentlichung: 2002 seit dem 30. September 2005 indiziert                                    |       |
| 2003 | Fegefeuer – Das Projekt Bassboxxx BBX017                  | — | — | — | Erstveröffentlichung: 2003                                                                          |       |
| 2004 | Rap Dämon (Re-Release) Horrorkore Entertainment HKE001    | — | — | — | Erstveröffentlichung: 2004 Wiederveröffentlichung von Rap Dämon erste Auflage auf 500 CDs limitiert |       |
| 2008 | Zwiespalt (Grau) Horrorkore Entertainment HKE009          | — | — | — | Erstveröffentlichung: 27. Juni 2008 erster Teil der Zwiespalt-Trilogie                              |       |
| 2009 | Zwiespalt (Schwarz) Horrorkore Entertainment HKE012       | — | — | — | Erstveröffentlichung: 12. Juni 2009 Doppelalbum zweiter Teil der Zwiespalt-Trilogie                 |       |
| 2011 | Zwiespalt (Weiss) Horrorkore Entertainment HKE015         | — | — | — | Erstveröffentlichung: 24. Juni 2011 dritter Teil der Zwiespalt-Trilogie                             |       |
| 2015 | Meister der Zeremonie Horrorkore Entertainment und Distri | DE24 (1 Wo.)DE | — | — | Erstveröffentlichung: 26. Juni 2015                                                                 |       |
| 2025 | Nima Horrorkore Entertainment und Distri                  | DE36 (1 Wo.)DE | — | — | Erstveröffentlichung: 23. Mai 2025 als Basstard                                                     |       |

### Kollaboalben
| Jahr | Titel Musiklabel Katalog-Nr.                               | Höchstplatzierung, Gesamtwochen, AuszeichnungChartplatzierungen (Jahr, Titel, Musiklabel Katalog-Nr., Platzierungen, Wochen, Auszeichnungen, Anmerkungen, Cover) | Höchstplatzierung, Gesamtwochen, AuszeichnungChartplatzierungen (Jahr, Titel, Musiklabel Katalog-Nr., Platzierungen, Wochen, Auszeichnungen, Anmerkungen, Cover) | Höchstplatzierung, Gesamtwochen, AuszeichnungChartplatzierungen (Jahr, Titel, Musiklabel Katalog-Nr., Platzierungen, Wochen, Auszeichnungen, Anmerkungen, Cover) | Anmerkungen | Cover |
| Jahr | Titel Musiklabel Katalog-Nr.                               | DE | AT | CH | Anmerkungen | Cover |
| ---- | ---------------------------------------------------------- | --- | --- | --- | --- | ----- |
| 2005 | Dogma (Gegen die Zeit) Fick Die Biaaatch Records FDB 003-2 | — | — | — | Erstveröffentlichung: 28. Oktober 2005 mit Taktloss                                                                   |       |
| 2006 | Horrorkore Mixtape Teil 1 Horrorkore Entertainment HKE002  | — | — | — | Erstveröffentlichung: 16. Juni 2006 Doppelalbum mit Massiv                                                            |       |
| 2007 | Verdammt Horrorkore Entertainment HKE005                   | — | — | — | Erstveröffentlichung: 16. Februar 2007 mit DJ Korx                                                                    |       |
| 2007 | Das Omen Horrorkore Entertainment HKE006                   | — | — | — | Erstveröffentlichung: 6. April 2007 mit Kaisa seit dem 30. November 2010 indiziert                                    |       |
| 2008 | 666 Horrorkore Entertainment HKE008                        | — | — | — | Erstveröffentlichung: 30. Mai 2008 Wiederveröffentlichung von Das Omen mit Kaisa seit dem 30. November 2010 indiziert |       |
| 2018 | Gott ist tot Schande!                                      | DE35 (1 Wo.)DE | — | — | Erstveröffentlichung: 1. Juni 2018 als Gruppe Zombiez mit Tamas, G-Ko, MaXXi.P und KSV                                |       |

### Kompilationen
| Jahr | Titel Musiklabel Katalog-Nr.                                         | Höchstplatzierung, Gesamtwochen, AuszeichnungChartplatzierungen (Jahr, Titel, Musiklabel Katalog-Nr., Platzierungen, Wochen, Auszeichnungen, Anmerkungen, Cover) | Höchstplatzierung, Gesamtwochen, AuszeichnungChartplatzierungen (Jahr, Titel, Musiklabel Katalog-Nr., Platzierungen, Wochen, Auszeichnungen, Anmerkungen, Cover) | Höchstplatzierung, Gesamtwochen, AuszeichnungChartplatzierungen (Jahr, Titel, Musiklabel Katalog-Nr., Platzierungen, Wochen, Auszeichnungen, Anmerkungen, Cover) | Anmerkungen                                                                           | Cover |
| Jahr | Titel Musiklabel Katalog-Nr.                                         | DE | AT | CH | Anmerkungen                                                                           | Cover |
| ---- | -------------------------------------------------------------------- | --- | --- | --- | ------------------------------------------------------------------------------------- | ----- |
| 2006 | Des kleinen Mannes größten Hits Horrorkore Entertainment HKE004      | — | — | — | Erstveröffentlichung: 17. November 2006                                               |       |
| 2009 | Quint Essenz 1 – Basstards Gastparts Horrorkore Entertainment HKE013 | — | — | — | Erstveröffentlichung: 9. Oktober 2009 mit Gastbeiträgen und vier zusätzlichen Stücken |       |

### Sampler
| Jahr | Titel Musiklabel Katalog-Nr.               | Höchstplatzierung, Gesamtwochen, AuszeichnungChartplatzierungen (Jahr, Titel, Musiklabel Katalog-Nr., Platzierungen, Wochen, Auszeichnungen, Anmerkungen, Cover) | Höchstplatzierung, Gesamtwochen, AuszeichnungChartplatzierungen (Jahr, Titel, Musiklabel Katalog-Nr., Platzierungen, Wochen, Auszeichnungen, Anmerkungen, Cover) | Höchstplatzierung, Gesamtwochen, AuszeichnungChartplatzierungen (Jahr, Titel, Musiklabel Katalog-Nr., Platzierungen, Wochen, Auszeichnungen, Anmerkungen, Cover) | Anmerkungen                                                                | Cover |
| Jahr | Titel Musiklabel Katalog-Nr.               | DE | AT | CH | Anmerkungen                                                                | Cover |
| ---- | ------------------------------------------ | --- | --- | --- | -------------------------------------------------------------------------- | ----- |
| 2008 | Zeitzeugen Horrorkore Entertainment HKE010 | — | — | — | Erstveröffentlichung: 31. Oktober 2008 mit Medizin Mann, Adden und Sheytan |       |

## Singles

### Als Leadmusiker
Single-Veröffentlichungen nehmen in Basstards Diskografie einen geringeren Stellenwert ein als Alben. Bisher erschien lediglich eine Single als physischer Tonträger. Zwei weitere Stücke wurden als sogenannte E-Singles veröffentlicht, womit sie lediglich als Download erwerbbar sind.

| Jahr | Titel Musiklabel                              | Höchstplatzierung, Gesamtwochen, AuszeichnungChartplatzierungen (Jahr, Titel, Musiklabel, Platzierungen, Wochen, Auszeichnungen, Anmerkungen, Cover) | Höchstplatzierung, Gesamtwochen, AuszeichnungChartplatzierungen (Jahr, Titel, Musiklabel, Platzierungen, Wochen, Auszeichnungen, Anmerkungen, Cover) | Höchstplatzierung, Gesamtwochen, AuszeichnungChartplatzierungen (Jahr, Titel, Musiklabel, Platzierungen, Wochen, Auszeichnungen, Anmerkungen, Cover) | Anmerkungen                                                                  | Cover |
| Jahr | Titel Musiklabel                              | DE | AT | CH | Anmerkungen                                                                  | Cover |
| ---- | --------------------------------------------- | --- | --- | --- | ---------------------------------------------------------------------------- | ----- |
| 2009 | Monster Monster Horrorkore Entertainment      | — | — | — | Erstveröffentlichung: 15. Mai 2009 auf 1000 Exemplare limitierte Maxi-Single |       |
| 2011 | Jeannie Horrorkore Entertainment              | — | — | — | Erstveröffentlichung: 17. Juni 2011 E-Single                                 |       |
| 2011 | Neonlichtgeschichten Horrorkore Entertainment | — | — | — | Erstveröffentlichung: 24. Juni 2011 E-Single                                 |       |

### Als Gastmusiker

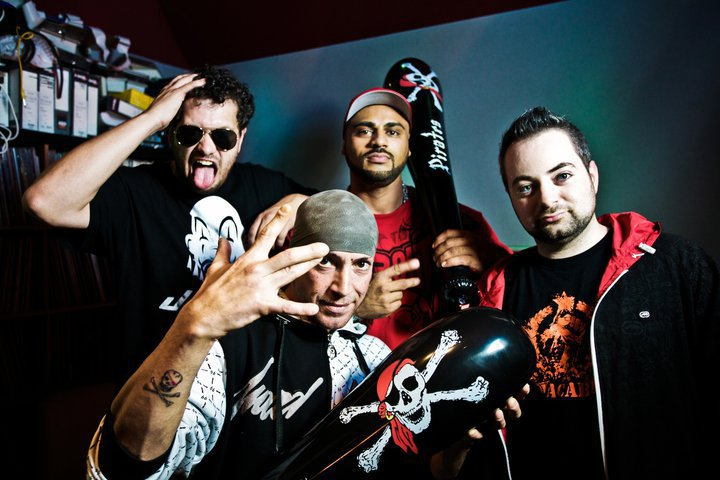
King Orgasmus One, Playboy 51, Massiv und Basstard

Seit Beginn seiner Tätigkeit als Rapper trat MC Basstard als Gastmusiker auf Alben anderer Hip-Hop-Musiker in Erscheinung. So ist er seit 1999 auf über 150 Alben zu hören gewesen. Ein Großteil seiner Gastbeiträge entstanden mit Rappern aus der Berliner-Szene. Unter den Rappern, mit denen Basstard regelmäßig zusammenarbeitet, gehören etwa King Orgasmus One, Frauenarzt, Taktloss und MC Bogy. Mit ihnen verbindet der Rapper auch eine langjährige Freundschaft. Des Weiteren wurden zahlreiche Strophen für Alben von Musikern aufgenommen, deren Musik stilistisch MC Basstards Liedern ähneln, darunter Blokkmonsta, 4.9.0 Friedhof Chiller oder Kaisa. Einige Tonträger, an denen Basstard beteiligt war, konnten sich erfolgreich in den deutschen Album-Charts platzieren. So erreichte der Sampler Aggro Anti Ansage Nr. 8 des Labels Aggro Berlin Platz 25, das Album Blut gegen Blut II des Rappers Massiv Rang 22 sowie Urlaub fürs Gehirn der Gruppe K.I.Z Position 4 der deutschen Charts.
| Jahr | Titel | Album                                                  | Interpretation                           |
| ---- | --- | ------------------------------------------------------ | ---------------------------------------- |
| 1999 | Ost-West-Konflikt und Outro | BC                                                     | Frauenarzt                               |
| 1999 | Ekel & Sexisten und GruppenRapOrgie | Sexkönig                                               | King Orgasmus One                        |
| 1999 | Vorhang auf | Battlereimpriorität 3                                  | Taktloss                                 |
| 2000 | Keep it real | Battlereimpriorität 4 Life                             | Taktloss                                 |
| 2000 | Zeig dein Körper und Basboxxx Clique 2 | Untergrund Solo                                        | Frauenarzt                               |
| 2000 | 666 und Inzest 2 | (R)evolution                                           | Die Lätzten                              |
| 2000 | Es gibt kein Battle und BC-TMR | Es gibt kein Battle                                    | King Orgasmus One                        |
| 2001 | Naturgewalten (MegaMix) | Battlereimpriorität 7                                  | Taktloss                                 |
| 2001 | Armageddon und Rapfrankenstein | Tag der Abrechnung                                     | King Orgasmus One                        |
| 2001 | Die, die ihr so gern wärt, Der Keller vom Pentagon, Shake dein Hammerkörper und 23 | Krieg mit uns                                          | DJ Monoton K und MC Digital F            |
| 2002 | Alle sind schlecht, Puta und Bass Crew Clikkke | Lyrischer Hooligan                                     | MC Bogy                                  |
| 2002 | 5 Gebote und Gegen die Hexen | Mein Kampf – Musik für Männer                          | King Orgasmus One                        |
| 2002 | Fick den Bunker und Schwul Savas | Fick M.O.R.                                            | MOK                                      |
| 2002 | Komm ran | Hassmonsta                                             | Kaisaschnitt                             |
| 2002 | Berlin Posse (Komm ran) und Du weißt Bitch | Im Schatten der Mafia                                  | Soldiers of Darklife                     |
| 2003 | Gut und böse | Kranke im Club (Sampler)                               | Rap Haus Records                         |
| 2003 | BBX Clique 7 | Overkill                                               | Akte One                                 |
| 2003 | Rausch der Macht | Chanting Evil                                          | Dies Ater                                |
| 2003 | Horror Party | Fick mich…und halt dein Maul!                          | King Orgasmus One                        |
| 2003 | Es gibt kein Battle und Hör auf | Bogy & Atzen (Sampler)                                 | MC Bogy                                  |
| 2003 | Fick den Bunker, Basstard ist am Mic, Ost / West Konflikt, BC TMR und Rap Dämon | Greatest Hits 1998-2003                                | Bassboxxx                                |
| 2003 | Pyromania, Alle sind schlecht und Fick die Welt | Bassboxxx                                              | Bassboxxx                                |
| 2004 | Eine Frage der Zeit | Die Wahrheit                                           | NHT                                      |
| 2004 | Wild West Berlin und BBX Clicke 5 | Musike für Atzen                                       | Verpeilas                                |
| 2004 | Schlangen & Ratten | Orgi Pörnchen 2                                        | King Orgasmus One                        |
| 2004 | Dämmerung | BRP 56                                                 | Taktloss                                 |
| 2004 | Pakt der Wölfe | Willkommen im Tal der Finsternis                       | 4.9.0 Friedhof Chiller                   |
| 2004 | Shake (SL 1210 Mix) | Das Mixtape                                            | Lolita                                   |
| 2005 | Hardcore Rap (Remix) | Schmutzige Euros                                       | King Orgasmus One und Godsilla           |
| 2005 | Armageddon, Rap Frankenstein und Shake dein… | Alles nur aus Liebe                                    | King Orgasmus One                        |
| 2005 | Killa Kombo | Kreuzberger Nächte                                     | Killa Kombo                              |
| 2005 | Tanz der Teufel | Killatape Vol. 1                                       | Automatikk                               |
| 2005 | Eigene Welt | In 3 Teufels Namen                                     | Blokkmonsta, Uzi und SDBY                |
| 2005 | Meine Gedanken spielen Tricks | Geballte Atzen Power                                   | MC Bogy                                  |
| 2005 | Jeder liebt sein Viertel, Gehasst von Vielen, geliebt von Wenigen und Posse Track | Das ist für die Atzen                                  | DJ Korx                                  |
| 2005 | Aus dem Untergrund | Entfachte Macht                                        | VS Mafia                                 |
| 2005 | Outro | Splater Connection Untergrund Sampler Vol. 2 (Sampler) | Kaisaschnitt                             |
| 2005 | Unser Gebot | In den Strassen von 4.9.0                              | 4.9.0 Friedhof Chiller                   |
| 2005 | Träume | Die frühen Jahre                                       | 4.9.0 Friedhof Chiller                   |
| 2005 | Sensenmann | Nekropolis                                             | Skome                                    |
| 2006 | Hunger und Ruhm & Ehre | Hustlinstrumentals Vol. 2                              | Keyza Soze                               |
| 2006 | Porno Mafia | Porno Mafia                                            | King Orgasmus One und Frauenarzt         |
| 2006 | Eigene Welt | Greatest Hits (Sampler)                                | Hirntot Records                          |
| 2006 | Gib nicht auf | Rap City Berlin 2 (Sampler)                            | Rap City Berlin                          |
| 2006 | Ärger im Schloss | Horror Party                                           | Manny Marc und DJ Reckless               |
| 2006 | Club der toten Dichter | Wahre Veteranen (Gastparts)                            | 4.9.0 Friedhof Chiller                   |
| 2006 | Sag meinen Namen, Boxe die Fotzen und Das Schwein | Hart an der Grenze (Sampler)                           | Frauenarzt und Manny Marc                |
| 2006 | Armageddon 2 | OrgiAnal Arschgeil                                     | King Orgasmus One                        |
| 2006 | Jeder vs. Jeden | Kaliba 36                                              | VS Mafia                                 |
| 2006 | Jeder vs. Jeden | Honigblut                                              | Colos                                    |
| 2006 | Bass Crew Clicke | Untergrund Album Nr.2 (Gastparts)                      | Smoky                                    |
| 2006 | Die, die Ihr so gern wärt und Der Keller vom Pentagon | Krieg mit uns                                          | DJ Korx und Frauenarzt                   |
| 2006 | Hörst du sie? | Vertrau keiner Schlampe                                | Sady K                                   |
| 2006 | Jeder vs. Jeden und Markieren Reviere | Jeder VS Jeden                                         | VS Mafia                                 |
| 2006 | Hölle auf Erden | Gefangen in einem Traum                                | Schlafwandler                            |
| 2006 | Was scharfe Knarre, Massiv und Horrorkore | Blut gegen Blut                                        | Massiv                                   |
| 2006 | Schwere Ketten | Reim geschäftlich                                      | Megaloh und KD Supier                    |
| 2006 | Jeder gegen Jeden | Bad Boys 2                                             | MOK                                      |
| 2006 | Nicht pervers, sondern Kunst | Orgi Pörnchen 4 (Sampler)                              | King Orgasmus One                        |
| 2006 | Vorhang Auf 2 | Geschäft ist Geschäft                                  | Frauenarzt                               |
| 2007 | Was willst du machen | Blutsport                                              | Manny Marc und Blokkmonsta               |
| 2007 | Haus der Torturen | In 3 Teufels Namen 2                                   | Blokkmonsta, Uzi und SDBY                |
| 2007 | Outro | Jetzt reicht’s !!!                                     | Frauenarzt                               |
| 2007 | Rap Veteran | Willkommen in Abschaumcity                             | MC Bogy                                  |
| 2007 | Aus dem Untergrund RMX | Brennpunkt Berlin – VS Features Volume 1               | VS Mafia                                 |
| 2007 | Kettensägen Rapp | Die Geschichte vom Rasenmähermann                      | Kaisa                                    |
| 2007 | Siehst du den Hass und Im Feldzug des Bösen | Daemontape                                             | Satanic Steve                            |
| 2007 | Ghetto Hit | Inferno                                                | Woroc                                    |
| 2007 | Krieg mit uns 2007 | Hip Hop Disaster (Sampler)                             | Harry Dee und Mad Zee                    |
| 2007 | Das Recht der ersten Nacht | La petite mort                                         | King Orgasmus One                        |
| 2007 | Rap Veteran und Ihr könnt uns hassen | The German Kingz                                       | DJ Wizzl                                 |
| 2007 | Wir waren jung | Schweig Bitch                                          | M-Hot                                    |
| 2007 | Gott gegen Satan | Krieg in Berlin                                        | Manny Marc                               |
| 2007 | Gib alles | Berliner Bär                                           | Isar                                     |
| 2007 | Pass gut auf | Überall ist es fast gleich                             | Schlafwandler                            |
| 2007 | Kein Alibi | Berlin Berlin                                          | Woroc                                    |
| 2007 | Berlin Crime | Das Album                                              | Problemkind                              |
| 2007 | Ich bin der König des Bass | Das verloren gegangene Bass Tape                       | DJ Reckless                              |
| 2007 | Offenbarung 20, 7-10 und Kann nicht sterben | Suizide Tendenzen                                      | Sicc                                     |
| 2008 | Nur noch Gott | Manisch Depressiv                                      | Woroc und Dissput                        |
| 2008 | Ansichten der Unschuld | Dr. Faustus Solo                                       | Dr. Faustus                              |
| 2008 | Bin nicht gut für Dich | Mehr Schein als sein                                   | Rob Easy                                 |
| 2008 | Bring sie alle | Atzenkeepers                                           | MC Bogy                                  |
| 2008 | Kalte Klingen | Fight Club Mixtape Vol.1                               | Vollkontakt                              |
| 2008 | Mein Reich | It’s Primetime Vol.1                                   | Pat-Trix, DJ und DJ Proof                |
| 2008 | Jeder gegen Jeden | Jailhouse Pop                                          | MOK                                      |
| 2008 | Fick Nicht Mit Den Falschen, Ich sprech mein Leben lang im Slang, Woraus Diese Welt Besteht, Danger Danger, Die Hölle Ruft, Appetit Zum Morden, Ausflippen, Ausrasten, Wir Hängen Rum Mit Den Atzen, RrrRrrRRrrr !!! und Verliebt in den Teufel | Dies sind die Raps die ihr immer hören wolltet         | DJ Korx                                  |
| 2008 | Sieben Sünden | Neopunk                                                | Prinz Pi                                 |
| 2008 | B.A.S.S.T.A.R.D. | Distributionz Sampler Nr. 1                            | Distributionz                            |
| 2008 | Diese Musik macht Euch Angst | Deutschlands vergessene Kinder (Sampler)               | Die Arche und Mellowvibes Records        |
| 2008 | J VS J | Moabit Moabit                                          | Woroc                                    |
| 2008 | Mundtot | Greatest Hits 2                                        | Hirntot Records                          |
| 2008 | Vater unser | Randale bei Nacht                                      | Rap aus Granit                           |
| 2008 | Wir gehen weiter, Von damals bis heute und Gib alles | Feuchte Träume – Gastparts III                         | Frauenarzt                               |
| 2008 | Es gibt kein Battle 3 | I Luv Money Sampler Nr. 2                              | I Luv Money Records                      |
| 2008 | Berlin Berlin | Rap City Berlin Sampler 3                              | Rap City Berlin                          |
| 2008 | Gloria | Wille, Herzblut & Stolz                                | BBT                                      |
| 2008 | Ihr kommt nicht davon | Jung & Hungrig                                         | 4.9.0 Strassen Spieler                   |
| 2008 | Mundtot | Im Fadenkreuz                                          | Blokkmonsta, Uzi und Schwartz            |
| 2008 | Diese Stimme | Aggro Anti Ansage Nr. 8                                | Aggro Berlin                             |
| 2009 | Nur noch Gott | 5                                                      | Dissput                                  |
| 2009 | Eigene Welt 2 | Krieg & Frieden                                        | Blokkmonsta und Uzi                      |
| 2009 | Wenn der Sturm kommt und Wir sind BC | Bogy & Atzen 2                                         | MC Bogy                                  |
| 2009 | Die Große Lüge | Zornfeuer                                              | F.A.K.                                   |
| 2009 | Es ist die Dunkelheit | Panzersound                                            | Rako                                     |
| 2009 | Immer weiter | Insomnia                                               | Schlafwandler                            |
| 2009 | Die große Genozid Show | Teenage Mutant Horror Show 2                           | Prinz Pi                                 |
| 2009 | Kinder des Zorns 2008 | 24h In den Strassen von Berlin (Sampler)               | Woroc                                    |
| 2009 | Der Krieg ist ein Geschäft | Jeder liebt sein Viertel                               | Untergrund Soldaten                      |
| 2009 | Lebe schnell & sterbe jung | Zuchthausrap – Der Sampler (Sampler)                   | Zuchthausrap                             |
| 2009 | Regentage | Deutschlands vergessene Kinder 2 (Sampler)             | Die Arche und Mellowvibes Records        |
| 2009 | Scheiterhaufen und Ertrage die Furcht | Scheiterhaufen                                         | K-Fik                                    |
| 2009 | Satan kotzt und Unikate 3/1 | La Petite Mort 2 – Seelenficker Edition                | King Orgasmus One                        |
| 2009 | Eiszeit | Der Ghettotraum in Handarbeit                          | Massiv                                   |
| 2009 | Meine Gang | Für die Gegnaz!                                        | Tony D                                   |
| 2009 | Die Wurzel des Bösen | Der Oldtimer                                           | MC Bogy                                  |
| 2009 | Stark sein | Gastparts 2 – Wenn das Eis schmilzt                    | MC Bogy                                  |
| 2009 | Leben oder Sterben und Hört zu (Remix) | Deja Vu (Gastparts)                                    | Schlafwandler                            |
| 2010 | Leichenteile | Hurensohn Holocaust Zero                               | Schwartz                                 |
| 2010 | Die letzten unserer Art | S.O.S.                                                 | Schlafwandler und 4.9.0 Strassen Spieler |
| 2010 | Der Freiheit entgegen, Wild West Berlin 3, HKE, Kontrolle, Naturkatastrophe, Büchse der Pandora und Alles hat ein Ende | Memento Mori                                           | Medizin Mann                             |
| 2010 | Gut und Böse 2 | Vom Kilo zum Mikro zurück                              | MC Bogy                                  |
| 2010 | Aufmarsch | Die üblichen Verdächtigen 2 – Mann muss Schwein sein   | Manny Marc, Spade und Major              |
| 2010 | Ääh Ääh | Scheiss auf Hip oder Hop                               | Blokk und Korx                           |
| 2010 | Ein Volk | Traum Rausch Realität EP                               | Whiskey & Pipe                           |
| 2010 | Aufstand | Suppe Inna Puppe                                       | G-Hot und Kralle                         |
| 2010 | 2013 | Illuminati Epos Posterior                              | Prinz Pi                                 |
| 2010 | Camera Obscura und Tschak Norriz | Fremdgehen (Gastparts)                                 | King Orgasmus One                        |
| 2010 | Horrorkore Anthem | Halt die Fresse Nr. 2 (Sampler)                        | Aggro.TV                                 |
| 2010 | 100 Grad | Hart und direkt (Sampler)                              | Affenzirkus                              |
| 2010 | Karneval der Gestörten | Der 1. Sampler                                         | Berlin Macht                             |
| 2010 | Das Ende der Strasse | 20XX                                                   | No Touch Clan                            |
| 2010 | Lebe Schnell & Sterbe Jung (Zeit für Action Edition) | Zeit für Action                                        | G.Capella, Blerta und Eros Blanko        |
| 2011 | Unter der Erde | Blut gegen Blut II                                     | Massiv                                   |
| 2011 | Zündet die Kerzen | Para Bellum                                            | Rako                                     |
| 2011 | Theatrum Skurillum | Der Abuse Sampler                                      | Dr. Soul                                 |
| 2011 | Es brodelt und Südberlin | Der Sampler                                            | Free Blokk & Hässlich Rap                |
| 2011 | Unter der Erde und Vorhang auf | Fremdgehen Gastparts 2                                 | King Orgasmus One                        |
| 2011 | Blutgeschmack | Todesschwadron                                         | Blokkmonsta und Schwartz                 |
| 2011 | Koksen ist Scheisse | Urlaub fürs Gehirn                                     | K.I.Z                                    |
| 2011 | Liebe und Hass | MILF – Mothers I Like To Fuck                          | King Orgasmus One                        |
| 2011 | Die Axt mein Talisman | Das Ritual                                             | Massaka                                  |
| 2011 | Intro und Frag uns nicht Warum | Verbales Kokain                                        | MC Bogy und Medizin Mann                 |
| 2011 | Ich seh’ was | Scheinwelt                                             | Greckoe                                  |
| 2011 | Kreislauf der Sucht | Hanfgranaten Vol. Zero                                 | 4.9.0                                    |
| 2011 | Hypnotisierend und Vernebelter Sonntag | Hanfgranaten Vol. 1                                    | 4.9.0                                    |
| 2011 | Ding Dong | Weihnachten im Untergrund (Sampler)                    | Distributionz                            |
| 2011 | Blutgeschmack | Todesschwadron                                         | Blokkmonsta und Schwartz                 |
| 2012 | Brille | Brille                                                 | DCVDNS                                   |
| 2012 | Fels in der Brandung | Berlin Crime                                           | MC Bogy                                  |
| 2012 | Ihr misskapiert es | Jetzt (Juice EP)                                       | Die Orsons                               |
| 2012 | Crowleys Magick | Orgi Pörnchen 6 Soundtrack                             | King Orgasmus One                        |
| 2012 | Automatisch und Eigene Welt 2 (Remix) | Tiefster Untergrund 2                                  | Hirntot Records                          |
| 2012 | An die Wand | Salz in offene Wunden                                  | Pint Eastwood                            |
| 2012 | Zurück in die 80er und Laserlicht | Atzen Musik Vol. 3                                     | Die Atzen                                |
| 2012 | 1000 Stimmen | Monstermodus                                           | Spike                                    |
| 2012 | Anonymous | Distributionz Sampler Nr. 2' (Sampler)                 | Distributionz                            |
| 2012 | In Nomini Bass | Anti Strass (Das verlorene Album)                      | Serk                                     |
| 2012 | Meine Wut steigt | Devilz Nite 2012 (Sampler)                             | Devilz Nite                              |
| 2012 | Jenseits und Boxe die Fotzen | Ausgegraben & Wiederbelebt                             | 4.9.0                                    |
| 2012 | Packt der Wölfe | Rock’n Roller                                          | Medizin Mann                             |
| 2012 | Weihnachten in Untersuchungshaft | Weihnachten im Untergrund 2 (Sampler)                  | Distributionz                            |
| 2013 | Hör nicht auf mich | Fremdgehen Gastparts 3                                 | King Orgasmus One                        |
| 2013 | Antons Kaos Theorie | R.A.P.                                                 | DJ Monoton K und MC Digital F            |
| 2013 | Die letzten unserer Art | Wir bringen das Drama 2                                | Blokkmonsta und Rako                     |
| 2013 | Vapo | Der Wolf im Schafspelz                                 | DCVDNS                                   |
| 2013 | Blutgetränkte Nacht | Krieche aus der Hölle                                  | Schwartz                                 |
| 2013 | Bass Gang und Booty Shake 2 | Tanga Tanga 3 (Sampler)                                | Top Jam                                  |
| 2013 | Weihnacht ist hier und Weihnachten in Untersuchungshaft (Remix) | Weihnachten im Untergrund 3 (Sampler)                  | Distributionz                            |
| 2013 | Es gibt kein Battle 4 | Krieg                                                  | King Orgasmus One                        |
| 2014 | Blokkhaus Allstars | Blokkhaus                                              | Blokkmonsta                              |
| 2014 | Dosseposse | Big Bad Birds                                          | Inglebirds                               |
| 2014 | Das ist geisteskranke Scheiße | Schwartz auf Weiss                                     | Schwartz                                 |
| 2014 | Hörst du sie | Todessymphonie                                         | Barret Beatz                             |
| 2015 | In der Nacht und Bassboxxx Clique 8 | Streifzug                                              | Isar                                     |
| 2015 | Himmel | Biographie eines Dealers                               | MC Bogy                                  |
| 2015 | Die Letzten ihrer Art (Remix) | Vom Alk zum Hulk (Premium- und Limited-Edition)        | Silla                                    |
| 2015 | B.A.S.S.T.A.R.D 2 | Distributionz Sampler Nr. 2 (Sampler)                  | Distributionz                            |
| 2015 | Gift | Chamäleon                                              | Fäbson                                   |
| 2016 | 666 (RMX) | Mutterficker (Limited Edition)                         | Frauenarzt                               |
| 2016 | Der Name | Augenmaß Sampler Vol. I                                | City Scorpion                            |
| 2016 | Berliner Chaoten und Weihnachten in Untersuchungshaft | Gastparts 5                                            | MC Bogy                                  |
| 2016 | Drachengift | Greatest Hits                                          | Kaisa                                    |
| 2017 | Jealous | Still Comin’ At Yo Azz                                 | Carmike                                  |
| 2017 | Alea Iacta Est | Die Ruhe vor dem Sturm EP                              | Volkan                                   |
| 2017 | 3XHoch | Dadash mit Verlängerung (ALZGUA)                       | KDM Shey                                 |
| 2017 | Der Hass | Aus Liebe zur Gewalt                                   | Sheytan                                  |
| 2017 | Brennt den Club ab | Best of Mixtape                                        | MC Bogy und DJ Craft                     |
| 2017 | Kreaturen | Hirnschaden & Kanone                                   | D&D (G-Ko & MaXXi.P)                     |
| 2018 | Tote Rapper | A.i.d.S. Royal                                         | B-Tight                                  |
| 2018 | Underdog | 100%                                                   | MC Bogy                                  |
| 2022 | Im Namen Satans | Kult                                                   | Blokkmonsta, Uzi & Perverz               |

## Musikvideos
| Jahr | Titel                         | Beteiligte Interpreten | Anmerkungen                                  |
| ---- | ----------------------------- | --- | -------------------------------------------- |
| 2003 | Fegefeuer                     | Isar |                                              |
| 2004 | Schlangen & Ratten            | King Orgasmus One |                                              |
| 2005 | Horrorclowns                  | Taktloss |                                              |
| 2007 | Berlin Crime                  | Problemkind, Frauenarzt und MC Bogy |                                              |
| 2008 | Plastikwelt                   | Kaisa |                                              |
| 2008 | B.A.S.S.T.A.R.D.              | |                                              |
| 2009 | Monster Monster               | |                                              |
| 2009 | Eiszeit                       | Massiv |                                              |
| 2010 | Horrorkore Anthem             | Medizin Mann und Adden | Aus der Reihe Halt die Fresse (Ausgabe #062) |
| 2011 | Introduktion                  | |                                              |
| 2011 | Grenzenlos                    | Stadtgespreech und Klarbautermann |                                              |
| 2011 | Jeannie                       | |                                              |
| 2011 | Basstard City                 | | Aus der Reihe Halt die Fresse (Ausgabe #150) |
| 2011 | Neonlichtgeschichten          | Medizin Mann |                                              |
| 2012 | Brille                        | DCVDNS, Tamas, Wolfgang H, Boba Fettt, Trip und Justus |                                              |
| 2012 | Hero                          | BloodtypeG |                                              |
| 2012 | Zurück in die 80er            | Sady K |                                              |
| 2012 | Weiss (Rock-Version)          | |                                              |
| 2013 | Transparent                   | |                                              |
| 2013 | Antons Kaos Theorie           | DJ Monoton und MC Digital F |                                              |
| 2013 | Bad Connectionz               | Blokkmonsta, Rako und Schwartz | Video zum Festival „Bad Connectionz“         |
| 2013 | Weihnacht ist hier            | Beccy Boo |                                              |
| 2013 | Bass Gang                     | Frauenarzt, Manny Marc, MC Bogy und DJ Reckless |                                              |
| 2014 | Momentum                      | | Beitrag für das Benefizprojekt Rap4Aid       |
| 2014 | Blokkhaus Allstars            | Blokkmonsta, Gipsy, Skinny Al, Schwartz, Baba Saad, 4.9.0 Friedhof Chiller, Toni der Assi, Liquit Walker, Serk, Rako, Tamaș, 4.9.0 Strassen Spieler, Perverz, Prinz Pi, Greckoe, MC Bogy, Isar, Vero One, B-Lash, Automatikk, B-Tight, Manny Marc, Kontra K, DCVDNS, Herzog, Dapharao, Crystal F, Capkekz, Sinan G, Ali As, Uzi, Vapeilas, Vokalmatador, Smoky, Space Ghost Purp |                                              |
| 2015 | MDZ                           | |                                              |
| 2015 | Nur ein Basstard              | |                                              |
| 2015 | Antimaterie                   | |                                              |
| 2015 | Nicht so depressiv sein       | |                                              |
| 2015 | Pablo Picasso                 | Sido, Kontra K und Ozan |                                              |
| 2015 | Humanoid                      | |                                              |
| 2015 | Die Letzten ihrer Art (Remix) | Lakmann, Boz, Crackaveli, Said, Amar, RLS, Silla, RAF Camora, MoTrip, JokA, King Orgasmus One, Herzog, B-Tight, Blokkmonsta, Credibil, Solo, Blut & Kasse, Instinkt, Bizzy Montana, Hayat, Matondo |                                              |
| 2016 | Wenn der Hammer fällt         | Hämatom |                                              |
| 2017 | Kreaturen                     | D&D (G-Ko & MaXXi.P) |                                              |
| 2017 | T.O.T                         | Zombiez | Als Mitglied des Projekts Zombiez            |
| 2017 | Gruftiez                      | Zombiez | Als Mitglied des Projekts Zombiez            |

## Sonderveröffentlichungen
Neben kommerziellen Veröffentlichungen wie Singles sowie Gastbeiträgen auf anderen Alben, erscheinen in unregelmäßigen Abständen kostenlose Songs, die über das Internet verbreitet werden. Diese sogenannten „Freetracks“ werden häufig aus Vermarktungsgründen im Vorfeld einer Album-Veröffentlichung zum Herunterladen zur Verfügung gestellt.
| Jahr | Titel                                | Beteiligte Interpreten | Anmerkungen                                                                      |
| ---- | ------------------------------------ | --- | -------------------------------------------------------------------------------- |
| 2007 | Krieg mit uns 2007                   | DJ Korx |                                                                                  |
| 2007 | Horrorkore Posse                     | Skome, Max Pain, Robo, Hardiss, Optimus P.Rhyme, Insane, Snipah, Shiml, Glokk 986, Bax, Splatter, Dr. Fister und Mossad |                                                                                  |
| 2008 | Wann Schluss ist                     | |                                                                                  |
| 2008 | Hört ihr die Glocken läuten          | MM One und Joker |                                                                                  |
| 2008 | Endzeit                              | | Veröffentlichung über MySpace                                                    |
| 2008 | Mein Reich                           | |                                                                                  |
| 2008 | An Halloween                         | Adden und Medizin Mann |                                                                                  |
| 2009 | Viva La (R)evolucione                | | Veröffentlichung über MySpace                                                    |
| 2009 | Unterwegs zu euch                    | Medizin Mann und Papa Geno | Juice Exclusive! auf Juice-CD #96                                                |
| 2009 | Baroje Enghelab (Für die Revolution) | | Veröffentlichung über MySpace                                                    |
| 2009 | Hallo Farid                          | MOK | Disstitel gegen Farid Bang, wegen fehlender Absprache von Basstard zurückgezogen |
| 2010 | Mörder Mörder                        | Tarek von K.I.Z |                                                                                  |
| 2010 | Eiskalte Nacht                       | Frauenarzt, Blokkmonsta und Sebar |                                                                                  |
| 2011 | Jeannie (Evil Hectorr Remix)         | |                                                                                  |
| 2011 | Horrorkore Possetrack 2              | Skome, Medizin Mann, Charlie, Moneymaxxx, PreStar, Sucht, Black88, Daemien, Double M, FaZe, Hellbourne, Silence One, Omen, Kardinal Blunt, Pipe, Whiskey, AK, BAD PAT, $aMC One, Tarot, Nino White, Acelya, Desert Eagle, Erold Dunkel, DeeAss ONE, Totengräber, Sork, SOAL, Phrozen und Smoke |                                                                                  |
| 2011 | Liebe tut weh                        | |                                                                                  |
| 2011 | Türchen #21                          | Medizin Mann | Aggro TV Adventskalender                                                         |
| 2013 | Ein Atze kommt selten allein         | Frauenarzt, Manny Marc, Fler, Smoky, Vapeilas, Major McFly, Kid Millennium, MC Bogy, Medizin Mann, Blokkmonsta, King Orgasmus One, Prinz Pi, Serk, She-Raw und DJ Reckless | Juice Exclusive! auf Juice-CD #115                                               |
| 2015 | Nicht So Depressiv Sein              | | Juice Exclusive! auf Juice-CD #128                                               |
| 2015 | RatschRatsch                         | Absztrakkt | [ 32 ]                                                                           |
| 2015 | Antiheld                             | Snowgoons, DCVDNS und Favorite | [ 33 ]                                                                           |
| 2015 | Unterwelt                            | Dick und Doof |                                                                                  |
| 2017 | Meine Welt II                        | | Einnahmen gehen an die gemeinnützige Organisation Human Aid Collective           |

## Statistik

### Chartauswertung
|                     | DE    | AT    | CH    |
| ------------------- | ----- | ----- | ----- |
| Nummer-eins-Alben   | DE—DE | AT—AT | CH—CH |
| Top-10-Alben        | DE—DE | AT—AT | CH—CH |
| Alben in den Charts | DE3DE | AT—AT | CH—CH |